# 天間一
天間 一（てんま ひとし、1942年（昭和17年）6月3日-）は、日本のボクサー。 

## 経歴・人物
自衛隊体育学校在学中に、1964年東京オリンピックに男子ミドル級で出場し、1回戦で敗退した。